# Mehmet Oğuz
 Mehmet Oğuz (Isztambul, 1949. május 3. – Isztambul, 2022. november 27.) válogatott török labdarúgó, középpályás.

## Pályafutása

### Klubcsapatban
1967 és 1979 között a Galatasaray, 1979–80-ban a Fenerbahçe labdarúgója volt. A Galatával négy bajnoki címet és egy törökkupa-győzelmet ért el.

### A válogatottban
1969 és 1975 között 19 alkalommal szerepelt a török válogatottban és három gólt szerzett.

## Sikerei, díjai
Galatasaray
- Török bajnokság
  - bajnok (4): 1968–69, 1970–71, 1971–72, 1972–73
- Török kupa
  - győztes: 1973